# Ragi Ball

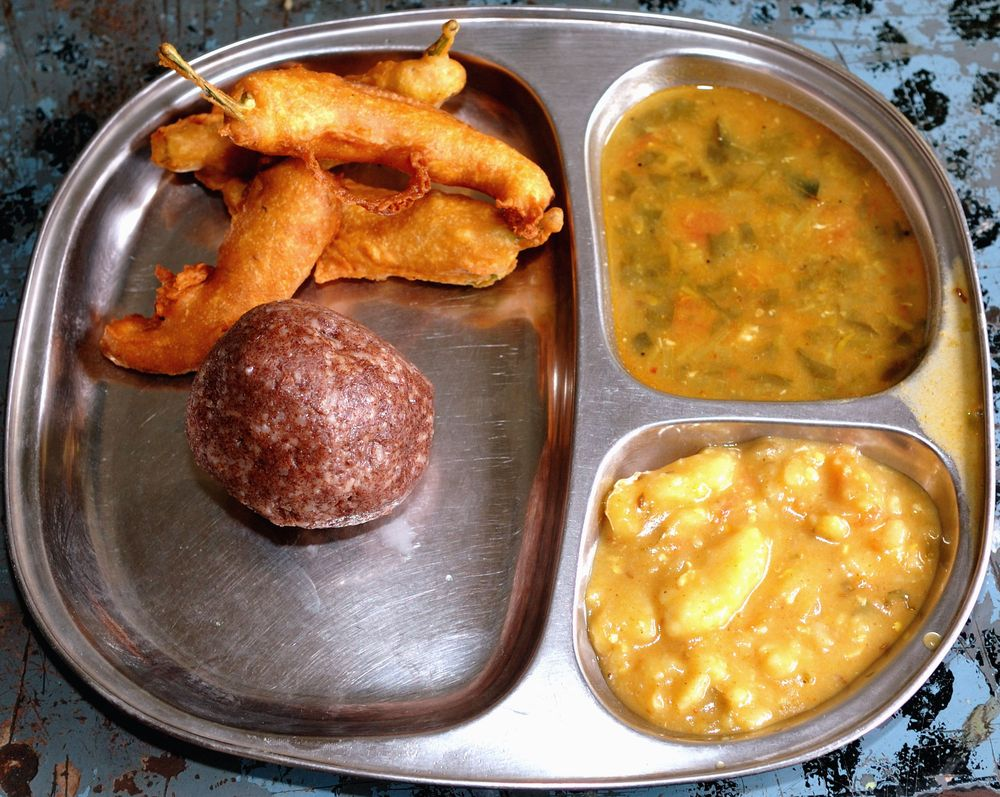
Ragi Ball (links unten) mit Chili-Bajji, Sambar und Curry

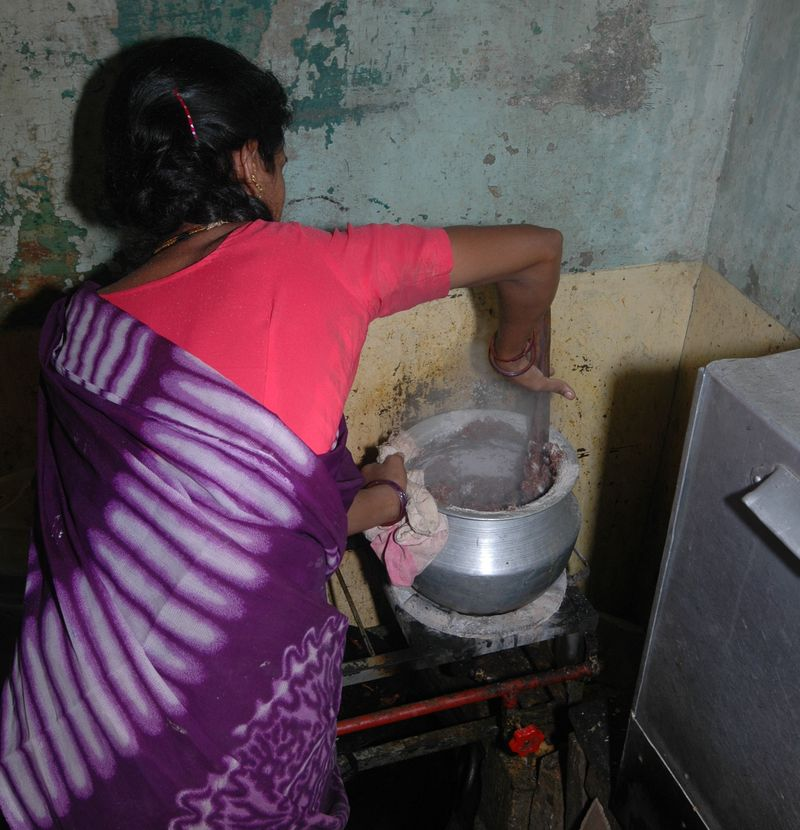
Frau beim Zubereiten von Ragi Ball

Ragi Ball (Kannada: ರಾಗಿ ಮುದ್ದೆ [rāgi mudde]; Telugu: Sangati) ist ein indisches Gericht aus Fingerhirse (Kannada: Ragi). Es ist eine Spezialität des Bundesstaates Karnataka, aber auch in Andhra Pradesh zu finden.

## Beschreibung
Der Ragi Ball ist ein ungefähr tennisballgroßer Kloß aus Fingerhirsemehl. Als Beilage wird traditionell Curry, Sambar und gegebenenfalls Chutney gereicht. Eine Besonderheit stellt die Essweise des Ragi Balls dar: Es wird mit der Hand ein Stück abgetrennt, in die dazu gereichte Soße getunkt und ohne zu kauen heruntergeschluckt, da beim Kauen der Mund unangenehm verkleben würde.

## Herstellung
Zur Herstellung wird Wasser zum Kochen gebracht und Fingerhirsemehl im Verhältnis 2:1 eingerührt. Der Brei wird etwa 10 Minuten bei geringer Wärmezufuhr gekocht. Anschließend wird er zum Abkühlen ruhen gelassen, bis er von Hand formbar ist.
Um eine Variante des Ragi Balls mit zusätzlich eingekochtem Reis herzustellen, wird mit dem Kochen von Reis begonnen. Nach 10 Minuten Kochzeit wird das Fingerhirsemehl hinzugegeben und wie im Grundrezept beschrieben fortgefahren. Für die Reis-Variante kommen auf einen Teil ungekochten Reis zwei Teile Fingerhirsemehl und sechs Teile Wasser.
Darüber hinaus wurde eine Fertigmischung für Ragi Balls vom Food Sciences and Nutrition Department der University of Agricultural Sciences, Bangalore entwickelt. Das unter anderem mit Gemüse und Ölsamen angereicherte Fingerhirsemehl wird mit der angegebenen Menge Wasser vermengt und für wenige Minuten in einer Mikrowelle oder in einem Topf erhitzt. Vorteile dieser Methode sind der geringe Arbeitsaufwand, die verkürzte Zubereitungszeit sowie der erhöhte Nährwert im Vergleich zu herkömmlichen Ragi Balls.